# Stephan Wunderlich
Stephan Wunderlich (* 1952 in Nürnberg) ist ein deutscher Komponist, der vorwiegend im Bereich der experimentellen Musik tätig ist.

## Leben und Werk
Stephan Wunderlich studierte von 1964 bis 1976 Klavier (Abschluss 1971), Komposition (Abschluss 1976), Dirigieren, Schlagzeug, Stimmbildung und Gesang in Würzburg und Stuttgart. Er besuchte 1974 internationale Ferienkurse in Bayreuth, Weimar und Darmstadt. Von 1976 bis 1981 beschäftigte er sich mit Musik und Therapie und veröffentlichte das Buch Strukturale Musikarbeit : Kompositionen, Aufsätze, Projekte ; Herbst 1980–Frühjahr 1982. Stephan Wunderlich wurde inspiriert durch den Philosophen Heinrich Rombach und den Musiker John Cage.
Seit 1982 arbeitet er zusammen mit Edith Rom und seit 1984 produziert er Hörspiele. Wunderlich nahm 1987 mit Tagesproduktion an der documenta 8 in Kassel teil. 1985 wurde ihm für Tagesproduktion der Karl-Sczuka-Preis verliehen.
Er ist Leiter des Ensembles für experimentelle Musik München, des Vereins für experimentelle Musik München, des Kulturvereins Milbertshofen und seit 1983 des Festivals für experimentelle Musik München. Von 1987 bis 1997 war Wunderlich verantwortlich für Programm des Kultur Raum Milbertshofen. Er ist seit 2009 der Veranstalter der Sommerwerkstatt für experimentelle Musik München.

## Herausgeber
- Zeitschrift für experimentelle Musik (1983–1986)
- Ein Begriff des Experimentellen (2001)
- Gespräche mit Michael Kopfermann (2006–2008)